# Palintropa hippica
Palintropa hippica är en fjärilsart som beskrevs av Edward Meyrick 1913. Palintropa hippica ingår i släktet Palintropa och familjen stävmalar. Inga underarter finns listade i Catalogue of Life.